# Guerre souterraine
Une guerre souterraine est une guerre menée sous la surface du sol.

## Aperçu

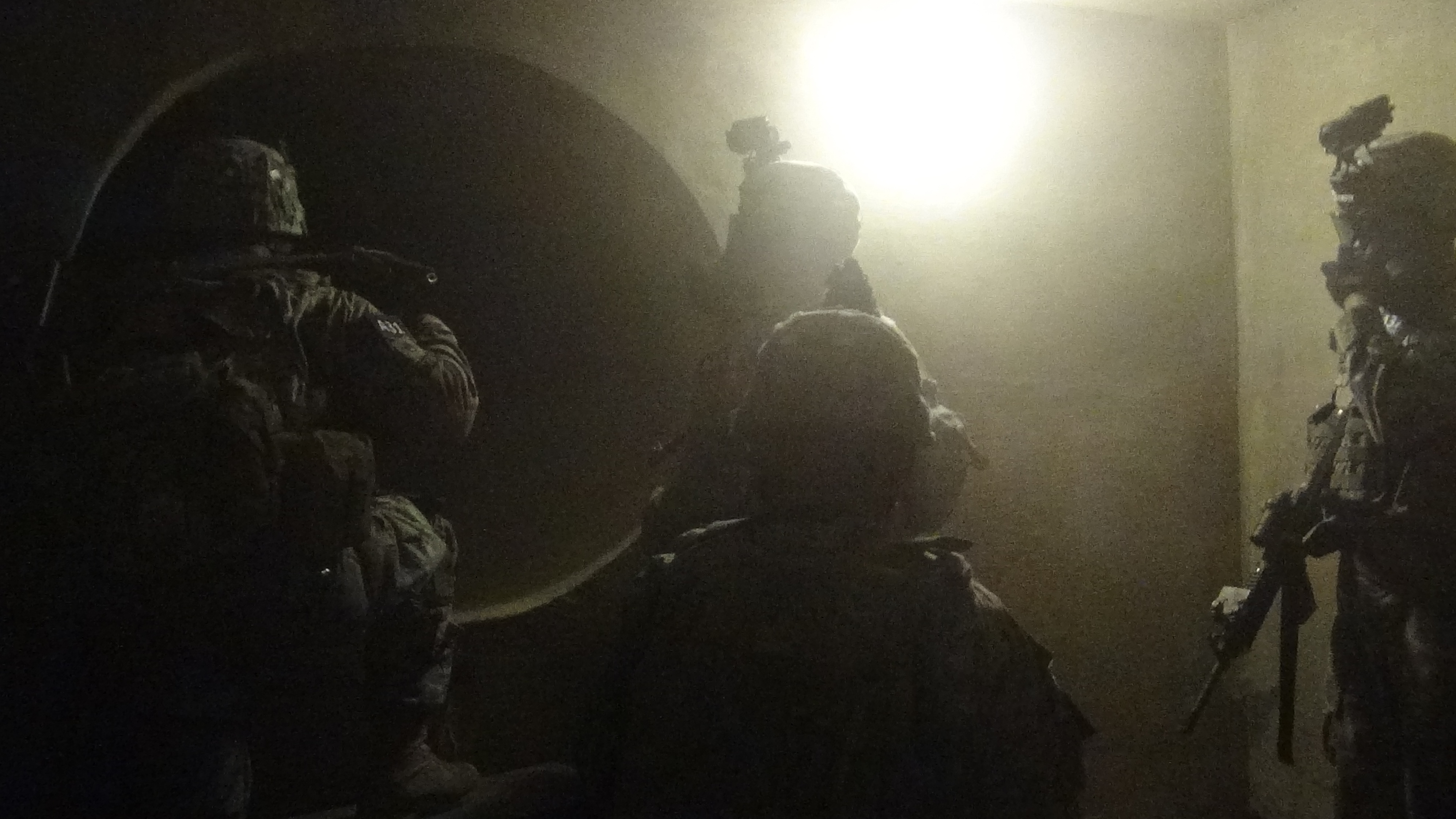
Des soldats de l'armée américaine s'entraînent à la guerre souterraine

Les installations militaires souterraines jouent un rôle clé dans de nombreux pays, il existe plus de 10 000 installations militaires souterraines dans le monde, car une telle guerre souterraine est une composante presque inévitable des conflits modernes.

## Histoire

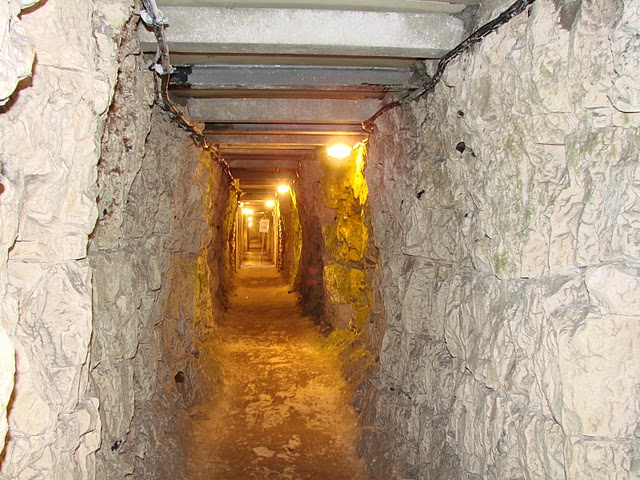
Tunnel souterrain canadien dans le secteur de Vimy, Première Guerre mondiale

La guerre souterraine est un phénomène ancestral de grande ampleur.  Dans leur ouvrage La Guerre souterraine, Jérôme et Laurent Triolet s’intéressent à divers exemples de souterrain-refuge et à leurs spécificités : les matamir en Cappadoce du VIIe au XVe siècle, les refuges médiévaux de l’ouest de la France du XIIe au XVIe siècle, les muches du Nord-Est de la France du XVe au XVIIIe siècle, les dì dào du Viêt-Cong en Asie du sud-est lors de la seconde moitié du XXe siècle, les grottes algériennes au XIXe et XXe siècles, les complexes des hautes montagnes afghanes de la fin du XXe et du début du XXIe siècle, les tunnels du Liban et de la Palestine de nos jours. « Derrière cette étonnante diversité, on découvrira que se cache un phénomène d’une formidable unité. » En les comparant, ils dégagent une tendance, une fonction principale commune : les souterrains-refuges permettent de se soustraire à un ennemi plus puissant en surface et de le forcer à se mettre en position de faiblesse dans un milieu inconnu. Dans un combat opposant initialement le faible au puissant, le souterrain-refuge permet donc d’ébranler – voire de renverser – le rapport de force. Cette tendance n’est cependant pas tout à fait d’une formidable unité : à partir du XVIIIe les évolutions sociétales et l’industrialisation mettent à mal l’efficacité du souterrain-refuge. Du moins dans un premier temps. La guerre souterraine change alors partiellement de nature et fait désormais front à un nouveau type de guerre : la guerre technologiquement armée. Ainsi, la guerre de position se métamorphose en guerre de mouvement, les défenseurs s’enterrent à des fins offensives, l’affrontement s’installe dans la durée, la finalité du combat n’est plus la prise de la place forte qu’est le souterrain, les armes technologiques s’immiscent sous terre.
La guerre souterraine a parfois été menée pendant la Seconde Guerre mondiale. Les exemples sont la défense de la carrière Adzhimushkay, ou l'utilisation des catacombes d'Odessa pendant la guerre de guérilla par les partisans soviétiques.

Au 21e siècle, la question de la préparation à la guerre souterraine a été soulevée devant l'armée américaine en raison de la tactique des tunnels du Hamas. Une RFI (demande d'information) du 11 décembre 2013 intitulée "Technologies pour améliorer les capacités des combattants dans les environnements souterrains" déclare en partie : 
Dans un effort pour vaincre les technologies de renseignement et d'armement des États-Unis (États-Unis) et pour obtenir des avantages tactiques et opérationnels, les menaces militaires et irrégulières ont commencé à se déplacer et à redéployer des fonctions dans des environnements opérationnels souterrains. L'utilisation croissante des tunnels et des installations souterraines par les forces militaires et irrégulières pour obtenir un avantage tactique devient de plus en plus sophistiquée et de plus en plus efficace, ce qui augmente la probabilité que les forces américaines rencontrent des structures souterraines à vocation militaire sur les futurs champs de bataille. Le Moyen-Orient regorge de systèmes souterrains anciens et modernes qui peuvent être utilisés comme atouts pour les forces ennemies. Aux États-Unis, les frontières nord et sud du pays ont découvert des tunnels reliant les États-Unis au Canada et au Mexique, utilisés par des éléments criminels pour le trafic d'êtres humains, le trafic de drogue et d'autres activités illégales.
Le directeur Robert Ashley de la Defense Intelligence Agency a déclaré en 2018 que le ministère de la Défense envisageait de faire du "souterrain" un nouveau domaine, en prévision d'une future augmentation de la guerre urbaine. 
La bataille dans l'usine métallurgique Azovstal en Ukraine en 2022 est l'une des plus violentes batailles souterraines du XXIe siècle avec 2000 soldats ukrainiens cachés dans les 20 kilomètres de galeries enterrées parfois à 30 mètres de profondeur.

## L'art et le savoir-faire de la guerre souterraine
Les défenseurs connaissent le terrain ce qui leur donne un avantage psychologique et technique. Réciproquement, la localisation du souterrain, qui le rend discret et inaccessible depuis la surface, empêche les attaquants de se renseigner au préalable et d’établir une stratégie. Ils n’ont d’autre choix que de se confronter à la réalité du terrain : improviser d’abord, essuyer des échecs, essayer de s’adapter à cette guerre technique et psychologique ensuite pour tenter de vaincre l’adversaire.

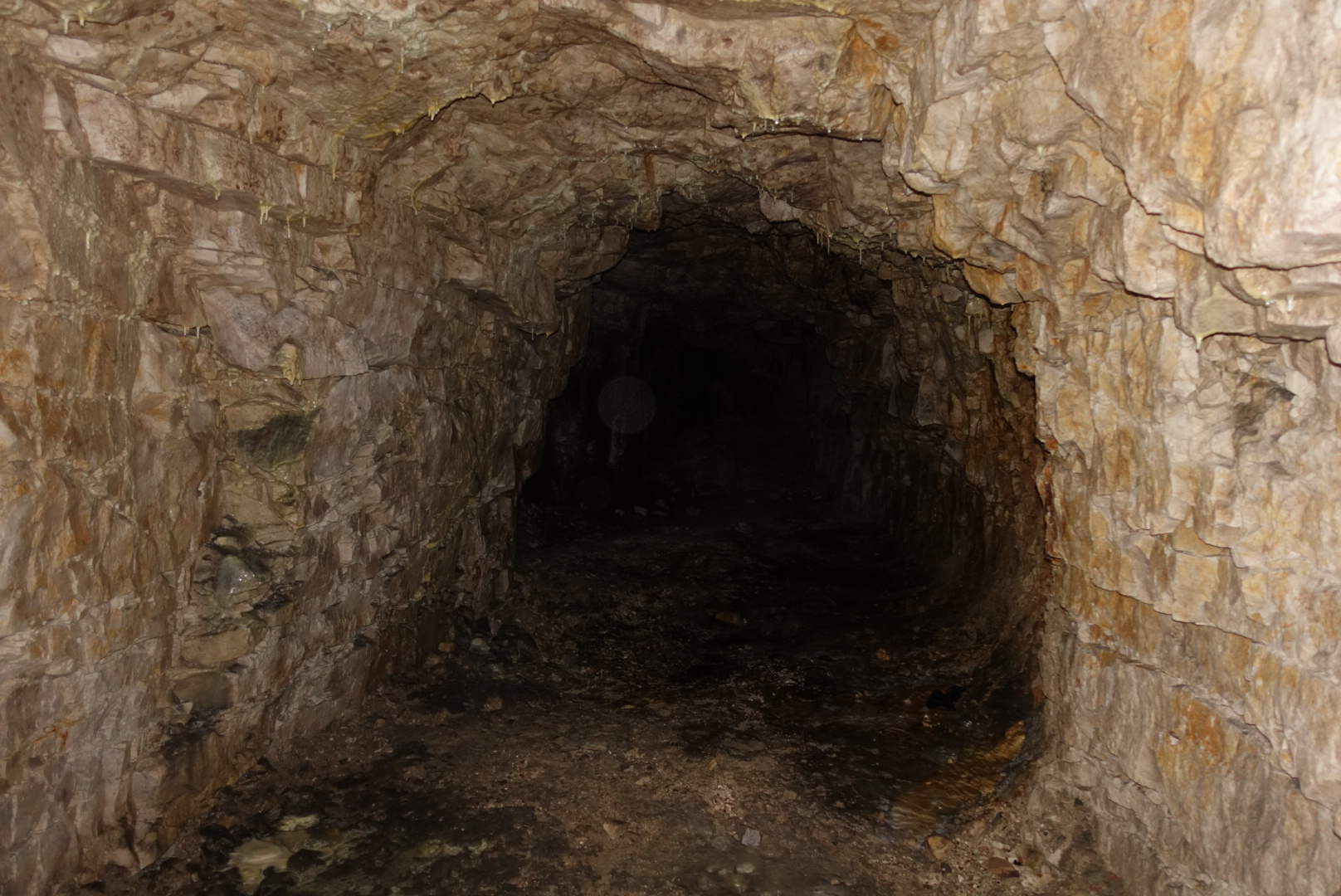
Exploitation artisanale d'un couloir souterrain qui laisse deviner les méandres qui s'étendent dans l'obscurité

Depuis des siècles, le temps a sédimenté dans ces sociétés ponctuellement troglodytes et la capacité de se mouvoir sous terre est devenue un art, une technique. Ces sociétés rurales savent mettre à profit le milieu naturel qui les entoure et qu’elles connaissent depuis des générations. Tandis que la technique s’ancre dans une localisation, la technologie est sans attache et s’exporte. Elle est partout la même. 
Certes, la transmission de ce savoir-faire ancestral s’étiole avec l’avènement de nos sociétés impersonnelles de grandes échelles, et le savoir-faire lui-même s’égare du même coup. Les souterrains refuges restent cependant un « abri de proximité traditionnel » : ils font partie de la culture. Au cours des guerres modernes, les belligérants qui s’enterrent s’en inspirent et apprennent à reproduire les gestes ancestraux. Progressivement, ils incorporent cette technique. Au contraire, leurs adversaires sont plongés dans l’univers souterrain au moment du combat : ils n’ont ni la culture pour ni le temps d’incorporer ces savoir-faire.

## Des enjeux géopolitiques modernes
Le souterrain-refuge est un redoutable dispositif de défense permettant de rééquilibrer le rapport de force – voire de le renverser – au cours de combats asymétriques modernes. De nos jours, ils sont investis par des minorités d’une extrême violence. La lutte des grandes puissances contre ces minorités radicalisées qui s’enterrent est un des enjeux géopolitiques des moins connus et pourtant des plus décisifs : entre leurs mains ces citadelles imprenables les rendent invincibles face aux attaques aériennes à distance, leur permettant de gagner du temps sans engager beaucoup de ressources et leur donne même la possibilité de se régénérer une fois l’affrontement terminé.

## Sources et références
1. ↑  Richelson, « U.S. Intelligence: Hiding of Military Assets by "Rogue Nations" and Other States a Major Security Challenge for 21st Century », gwu.edu, George Washington University (consulté le 16 juillet 2020)
2. 1 2 3  Jérôme et Laurent TRIOLET, La Guerre souterraine, sous terre on se bat aussi, Paris, Perrin, 2011
3. ↑  Choron Romain, « Les sections de neutralisation de grottes en Algérie (1959-1962) : l’utilisation du génie dans la lutte antisubversive », Revue Historique des Armées,‎ 2016 (lire en ligne )
4. ↑  Hamas tactics highlight U.S. military’s preparation for tunnel warfare, Dan Lamothe, July 21, 2014
5. ↑  "99--Technologies to enhance warfighter capabilities in subterranean environments" (retrieved May 30, 2016)
6. ↑  Patrick Tucker, « 'Underground' May Be the U.S. Military's Next Warfighting Domain », Atlantic Media,‎ 26 juin 2018 (lire en ligne)
7. ↑  « Guerre en Ukraine : que se passe-t-il à l'usine Azovstal, le dernier refuge des soldats ukrainiens à Marioupol ? », sur Franceinfo, 22 avril 2022 (consulté le 11 janvier 2023)